# Frank Wassenberg

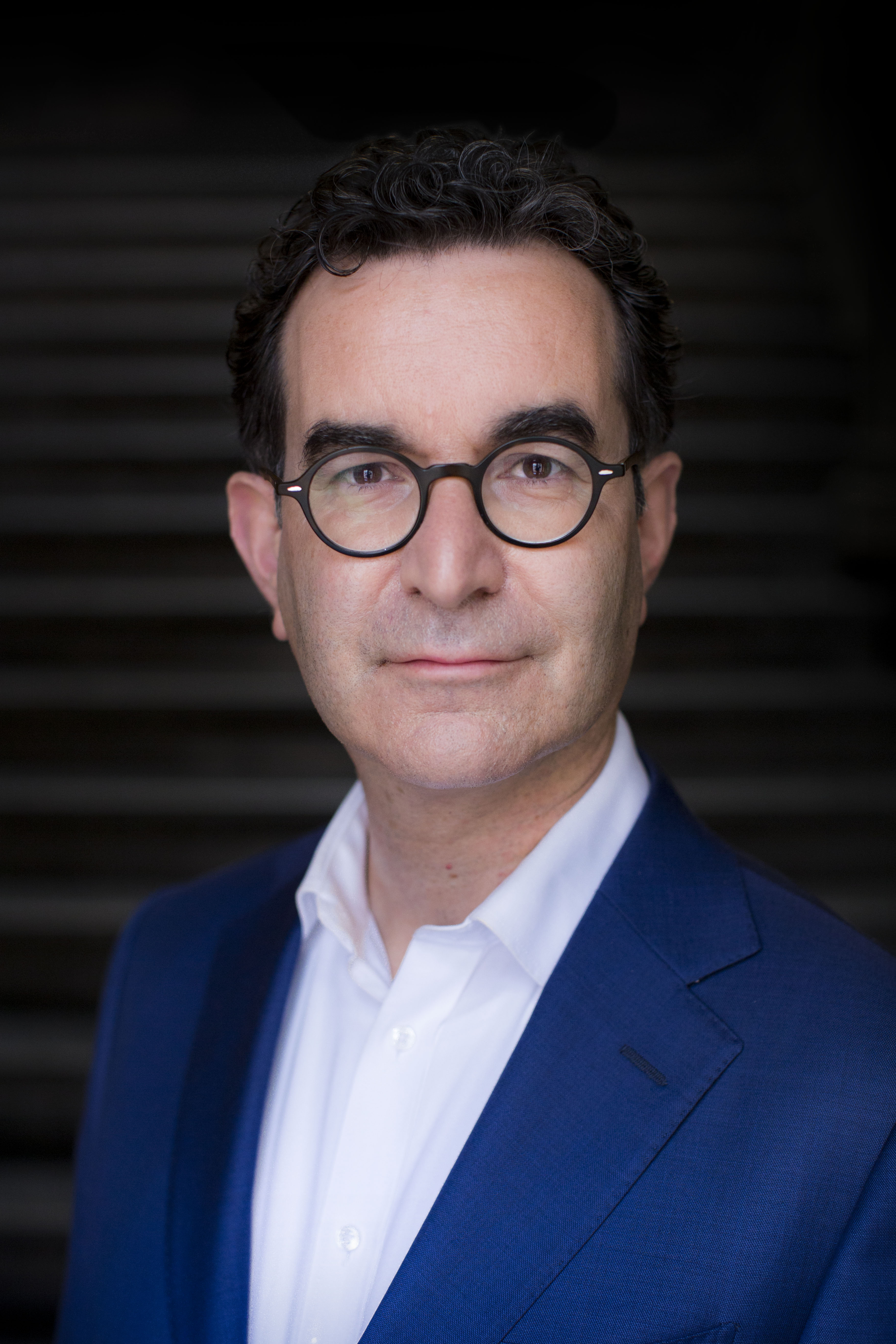
Frank Wassenberg (2017)

Frank Wassenberg (* 2. Mai 1966 in Maastricht) ist ein niederländischer Biologe, Tierschützer und Politiker der Partij voor de Dieren.

## Leben
Wassenberg studierte Biologie an der Universität Utrecht. Seit 1993 arbeitete er für verschiedene Tierschutzorganisationen; seit 2006 für die Organisation Koningin Sophia-Vereeniging tot Bescherming van Dieren. Von 2007 bis 2011 war Wassenberg Mitglied der Provinciale Staten Limburg. Vom 17. November 2015 bis 18. Oktober 2016 sowie erneut seit März 2017 ist Wassenberg Abgeordneter der Zweiten Kammer der Generalstaaten.